# مي بنت محمد آل خليفة
مي بنت محمد بن إبراهيم بن محمد آل خليفة وزيرة سابقة والرئيس السابق لهيئة البحرين للثقافة والآثار (2015 - 2022).

## الطموح والاهداف
تعتبر الشيخة مي بنت محمد آل خليفة شخصية نشطة في المشهد الثقافي والفني العربي، حيث تعمل مجال الثقافة والفنون والتنمية المستدامة، وتم تصنيفها ضمن النساء الخمسين الأكثر تأثيراً في العالم العربي من قبل مجلة فوربس عام 8 يوليو 2005.
وانطلاقاً من إيمانها بقوة الثقافة ودورها في دفع عجلة التنمية المستدامة، قادت جهود تنفيذ العديد من مشاريع تطوير البنية التحتية سعياً لتحقيق أهداف التنمية المستدامة للأمم المتحدة (SDGs). ، ومن هذا المنطلق فقد وجدت إن الرؤية الواضحة والراسخة تحولت إلى واقع عندما أطلقت مبادرة «الاستثمار في الثقافة» عام 2006. هذه المبادرة غير المسبوقة في الشرق الأوسط، فقد ساهمت في بناء شراكة فعالة بين القطاعين العام والخاص، وتمكنت حتى الآن من تأمين أكثر من 150 مليون دولار أمريكي على هيئة مشاريع لدعم قطاع السياحة الثقافية،
ففي عام 2019، فازت البحرين بجائزة الأغا خان للعمارة عن مشروع «إحياء منطقة المحرّق». إن العلاقة ما بين الثقافة والسياحة والتنمية المستدامة تبدو دائماً جلية في عمل الشيخة مي بنت محمد آل خليفة، وهو ما دفع منظمة السياحة العالمية إلى تعيينها سفيراً خاصاً للسنة الدولية للسياحة المستدامة من أجل التنمية 2017.‘.
وتمكنت هيئة البحرين للثقافة والآثار تحت قيادتها من الارتقاء كثيرًا بجهود الحفاظ والصون وتأسيس المواقع التي تروّج للسياحة التراثية: وثلاثة من هذه المواقع مسجلة الآن على قائمة التراث العالمي لمنظمة اليونيسكو. وآخر مشروع لها يركز على قطاع الحرف والصناعات التقليدية، من أجل تعزيز الاقتصاد الإبداعي المحلي، بما يتوافق مع أهداف التنمية المستدامة.

## عضوية
- عضو مجلس أمناء الصندوق العالمي للآثار والتراث في 23 يونيو 2021.[5]
- عضو مجلس أمناء جائزة عيسى لخدمة الإنسانية[6]

## الأوسمة والجوائز
- جائزة المرأة العربية في مجال الإدارة من مركز دراسات المرأة في باريس عام 2004.
- جائزة الإنجاز الثقافي والعلمي للدورة السادسة عشرة، مؤسسة سلطان بن علي العويس، الإمارات العربية المتحدة (2019).
- جائزة شخصية التراث العربي من المركز العربي للإعلام السياحي(2019)[7]
- جائزة سلطان العويس الثقافية الـدورة السادسة عشرة: 2018 - 2019[8]
- سفير خاص للسنة الدولية للسياحة المستدامة من أجل التنمية من قبل منظمة السياحة العالمية (2017).
- وسام الفنون والأدب من الحكومة الفرنسية (2016).[9]
- جائزة «ووتش أوارد» من الصندوق العالمي للآثار (2015).[10]
- وسام نجمة إيطاليا من قبل مكتب رئيس الجمهورية الإيطالية (2014).[11]
- جائزة كولبير للإبداع والتراث (2010)[12]
- الوسام العلوي من درجة ضابط كبير للشخصية العالمية مجال الثقافة، من صاحب الجلالة الملك محمد السادس (2010).[13]
- وسام جوقة الشرف برتبة فارس من الجمهورية الفرنسية.
- وسام البحرين من الدرجة الأولى من صاحب الجلالة الملك حمد بن عيسى آل خليفة ملك مملكة البحرين (2008).
- جائزة الكفاءة الإدارية والتميز من الجامعة العربية.

## المؤلفات
- عبد الله بن أحمد: محارب لم يهدأ، المؤسسة العربية للدراسات والنشر - 2002
- تشارلز بلغريف: السيرة والمذكرات، المؤسسة العربية للدراسات والنشر - 2000
- مائة عام من التعليم النظامي في البحرين، السنوات الأولى للتأسيس، المؤسسة العربية للدراسات والنشر - 1999
- القرامطة من فكرة إلى دولة، المؤسسة العربية للدراسات والنشر - 1999
- سبزآباد ورجال الدولة البهية، قصة السيطرة البريطانية على الخليج، المؤسسة العربية للدراسات والنشر - 1998
- محمد بن خليفة الأسطورة والتاريخ الموازي، دار الغد للنشر - 1996
- مع شيخ الأدباء في البحرين، إبراهيم بن محمد الخليفة، رياض الريس للنشر - 1993